# Liste der Naturdenkmale in Friesack
Die Liste der Naturdenkmale in Friesack enthält alle Naturdenkmale der brandenburgischen Stadt Friesack und ihrer Ortsteile im Landkreis Havelland, welche durch Rechtsverordnung geschützt sind. (Stand: 2014)
In den Spalten befinden sich folgende Informationen:
- Nr.: Identifizierungsnummer nach veröffentlichter Liste. Sie wird von der unteren Naturschutzbehörde des Landkreises oder der kreisfreien Stadt vergeben. Wenn sie bekannt ist, wird sie angegeben. In dieser Spalte kann sich zusätzlich das Wort Wikidata befinden, der entsprechende Link führt zu Angaben zu diesem Naturdenkmal bei Wikidata.
- Bezeichnung: Benennung des Naturdenkmals, in der Regel wird bei Bäume die Baumart genannt. Bekannte Eigennamen werden mit angegeben.
- Gemarkung: Ort oder Gemarkung, in der sich das Naturdenkmal befindet
- Lage: Nennt die Lage des Naturdenkmals im jeweiligen Ortsteil und die geografischen Koordinaten des Naturdenkmals. Link zu einem Kartenansichtstool, um Koordinaten zu setzen. In der Kartenansicht sind Naturdenkmale ohne Koordinaten mit einem roten beziehungsweise orangen Marker dargestellt und können in der Karte gesetzt werden. Denkmale ohne Bild sind mit einem blauen bzw. roten Marker gekennzeichnet, Denkmale mit Bild mit einem grünen beziehungsweise orangen Marker.
- Beschreibung: die Beschreibung des Naturdenkmales
- Schutzzweck: Erläutert den Grund der Unterschutzstellung
- Bild: Zeigt ein Bild des Naturdenkmales und gegebenenfalls ein Link zu weiteren Fotos im Medienarchiv Wikimedia Commons

## Friesack
| Bild                                    | Bezeichnung                                                                 | Lage | Beschreibung | Schutzzweck | Nummer  |
| --------------------------------------- | --------------------------------------------------------------------------- | --- | --- | ----------- | ------- |
| Weitere Bilder Fotos hochladen          | Die zwei Platanen am Burgwall                                               | Friesack, Auf dem Burgwall 12/135/3 (52° 44′ 35,6″ N, 12° 34′ 45,9″ O)                                                | Repräsentant seiner Art; Ortsbild-Prägung; historischer Bezug - zwei Bäume; beide Bäume kronenast- und stammfaul; Pilzbefall mit Zottigem Schillerporling; Aufbauchungen im Stammfuß; Vitalität II-III - Alter geschätzt 250 – 280 Jahre - Stammumfang: 498 und 476 - seit 1962 im Kataster |             | 0078 BG |
| Weitere Bilder Fotos hochladen          | Sieben-Brüder-Eiche                                                         | Friesack, An der Landesstraße L 17, Richtung Rhinow rechts auf einer Sanddüne 6/232 (52° 44′ 8,9″ N, 12° 33′ 29,7″ O) | Repräsentant seiner Art; dendrologische Seltenheit; Ortsbild-Prägung; besonders markanter Baum - Sieben Eichen (Quercus robur) sind im Wurzelwerk bis zum untersten Stamm zusammengewachsen. Totholz im April 2019 entfernt, ausfaulende Wurzelanläufe, Pilzbefall. Baum 5 Stamm ausgebrannt und hohl. Kronensicherung im gesamten Baum im August 2019 eingebaut. - Alter geschätzt 250 Jahre - Stammumfang: 336, 287, 298, 364, 373, 245, 265 - seit 1962 im Kataster                                          |             | 0079 BG |
| Weitere Bilder Fotos hochladen          | Gehölzgruppe an der Kirche in Friesack (Eiche, 2× Linde, 2× Eibe, 2× Esche) | Friesack, Auf dem Gelände um die Kirche in Friesack 11/071 (52° 44′ 33,1″ N, 12° 34′ 44,9″ O)                         | Aufgrund des Alters und der Dimensionen Erhaltung als Repräsentant seiner Art; Ortsbild-Prägung; historischer Bezug - Eiche mit der Vitalität I; Linden und Eiben mit Vitalität II und die beiden Eschen (Zierformen) mit abnehmender Vitalität. Die Esche vor der Kirche zeigt trotz ausfaulendem Kronenstämmling und Kronenansatz starkes Reaktionsholz. - Alter der Eiche und der Linden auf 200 bis 250 Jahre geschätzt - Stammumfang 436, 331, 274, 224, 164, 271, 174 - Ratsbeschluss vom 12. Januar 1978 |             | 0094 BG |
| Direkt Bild zu diesem Denkmal hochladen | Christusdorn vom Friesacker Friedhof                                        | Friesack, Auf dem Friedhof 11/467 ()                                                                                  | Gleditschie; Repräsentant seiner Art; Ortsbild-Prägung, besonders markanter Baum - stammfaul bis in die Krone, Kronenäste abgebrochen, Pilzbefall mit Lackporling; Vitalität II-III - Alter geschätzt 120 Jahre - Stammumfang: 232 - Ratsbeschluss vom 12. Januar 1978 |             | 0095 B  |
| Weitere Bilder Fotos hochladen          | Platane an der Eisdiele                                                     | Friesack, Auf dem Grundstück Berliner Allee 11 11/899 (52° 44′ 15″ N, 12° 34′ 46,4″ O)                                | Repräsentant seiner Art; Ortsbild-Prägung; besonders markanter Baum - Kronenstämmling hohl; Pilzbefall mit Zottigem Schillerporling; Vitalität II - Alter geschätzt 120 Jahre - Stammumfang: 334 - Ratsbeschluss vom 12. Januar 1978 |             | 0096 B  |

## Zootzen
| Bild                           | Bezeichnung                           | Lage | Beschreibung | Schutzzweck | Nummer    |
| ------------------------------ | ------------------------------------- | --- | --- | ----------- | --------- |
| Weitere Bilder Fotos hochladen | Eiche in Damm                         | Zootzen, Auf dem Grundstück Hauptstraße 2 10/002/3 (52° 47′ 4″ N, 12° 35′ 48″ O)                              | Repräsentant seiner Art; Ortsbild-Prägung; besonders markanter Baum - Baum mit breit ausladender Krone; wenig Totholz; Vitalität I - Alter geschätzt 150 Jahre - Stammumfang: 392 - Ratsbeschluss vom 12. Januar 1978 |             | 0097 B    |
| Weitere Bilder Fotos hochladen | Eichen im Friesacker Zootzen          | Zootzen, Direkt am Wegrand und etwa 50 Meter östlich der Forststraße 5/053/1 (52° 46′ 42″ N, 12° 36′ 37,7″ O) | Repräsentant seiner Art; Ortsbild-Prägung; besonders markanter Baum - Baum am Weg mit breit ausladender Krone; Kümmerwuchs; Wurzelanläufe ausfaulend; Vitalität II; Baum zwei Kronenäste teilweise abgestorben; Vitalität III-IV - Alter geschätzt 150 Jahre - Stammumfang: 448, 479 - Ratsbeschluss vom 12. Januar 1978                                                |             | 0098 BG 1 |
| Weitere Bilder Fotos hochladen | Eiche und Buche im Friesacker Zootzen | Zootzen, Auf dem Grundstück Forststraße 1 5/049 (52° 46′ 42,7″ N, 12° 36′ 35,7″ O)                            | Repräsentant seiner Art; Ortsbild-Prägung; besonders markanter Baum - Eiche mit Kronenreduzierung durch Abbruch von Kronenästen; Vitalität II Buche stark verlichtend, beginnende Spitzendürre, Fäulnis und Morschung am Kronenansatz; ausfaulende Starkastwunden;Vitalität III - Alter geschätzt 150 Jahre - Stammumfang: 448, 391 - Ratsbeschluss vom 12. Januar 1978 |             | 0098 BG 2 |